# Vancouver Symphony Orchestra
Das Vancouver Symphony Orchestra (VSO) ist ein Sinfonieorchester aus der kanadischen Stadt Vancouver. Es wurde 1919 gegründet und ist mittlerweile das drittgrößte Orchester Kanadas, mit einem jährlichen Betriebsbudget von 16 Millionen CAD. Pro Saison gibt das VSO rund 140 Konzerte vor bis zu 250.000 Besuchern. Es spielt in der Regel im Orpheum Theatre in Vancouver, aber auch in anderen Hallen in der Region Metro Vancouver.
Gelegentlich spielt das VSO auch Live-Alben mit landesweit bekannten Popmusikern ein. Beispiele sind Open Heart Symphony mit der Folkrockband Spirit of the West (1995) und Jann Arden Live with the Vancouver Symphony Orchestra mit der Popsängerin Jann Arden (2002).
Zu den Höhepunkten der jüngsten Geschichte zählte der Grammy-Gewinn 2007/2008 in der Kategorie Best Instrumental Soloist(s) Performance (with orchestra).

## Geschichte
Das VSO wurde von der Vancouver Symphony Society im Jahr 1919, durch große Unterstützung von der Patronin Elisabeth Rogers, gegründet. Doch bereits 1897 gab es ein Orchester von Adolf Gregory mit demselben Namen, allerdings nur für ein Jahr. Das Orchester musste wegen Geldproblemen von 1921 bis 1930 eine Zwangspause einlegen. Zwischen den 1940er Jahren und 1959 trat das Orchester im Georgia Auditorium auf, danach im Queen Elizabeth Theatre.
Zwischen den 1960er und 1970er Jahren diente das Orchester für die Vancouver Oper, bis diese in 1977 selbst ein Orchester gründete. Im Jahr 1988 gab es eine weitere Finanzkrise, weshalb es eine Zwangspause über fünf Monate einlegen und mit einem Finanzdefizit von $2,3 Millionen klarkommen musste. Daraufhin begannen sie ein neues Konzept auszuarbeiten. Von nun an spielten sie jährlich einige Outdoor Sommerkonzerte und stellten einen eigenen Komponisten ein.
Im Jahr 2008 hat das VSO den Grammy Award für die beste instrumentale Solistenperformance mit einem Orchester. Außerdem wurde im gleichen Jahr der Juno Award für das beste klassische Album des Jahres gewonnen.

## Musikdirektoren
- Allard de Ridder (1930–1941)
- Jacques Singer (1947–1950)
- Irwin Hoffman (1952–1963)
- Meredith Davies (1964–1970)
- Kazuyoshi Akiyama (1972–1985)
- Rudolf Borissowitsch Barschai (1985–1988)
- Sergiu Comissiona (1991–2000)
- Bramwell Tovey (2000–2018)
- Otto Tausk (2018–heute)

## Komponisten
- Rodney Sharman (1997–2000)
- Jeffrey Ryan (2000–2007)
- Scott Good (2008–2011)
- Edward Top (2011–2014)
- Jocelyn Morlock (2014–heute)

## Präsidenten
- Victor White (1963–1972)
- Michael Allerton (1972–1985)
- John Smith (1985–1986)
- Ed Oscapella (1986–1989)
- Diane Hoar (1989–1992)
- Graeme Page (1992–1993)
- Howard Jang (1993–1995)
- Ron Dumouchelle (1995–2000)
- Jeff Alexander (2000–2014)
- Kelly Tweeddale (2015–2019)
- Angela Elster (2020–heute)

## Aufnahmen
- Open Heart Symphony, ein Live-Album in Kooperation mit der Folk-Rock Band Spirit of the West.
- Jann Arden Live with the Vancouver Symphony Orchestra, ein Live-Album in Kooperation mit der Popsängerin Jann Arden.
- Violinenkonzerte von Samuel Barber, Erich Wolfgang Korngold und William Walton